# 올카 (영화)
《올카》(영어: Orca, 영어: Orca: The Killer Whale)는 미국에서 제작된 마이클 앤더슨 감독의 1977년 공포 스릴러 영화이다. 리처드 해리스 등이 출연하였다.

## 줄거리
뉴펀들랜드에 사는 아일랜드계 어부 놀런 선장은 보트에 저당잡힌 담보 대출금을 갚기 위해 바다 생물을 잡고 있다. 최근 놀런과 그의 선원들이 노리는 건 인근 수족관에서 원하는 백상아리이다. 이 백상아리가 수족관 대표인 과학자 켄의 목숨을 위협하자 한 범고래(orca)가 끼어들어 백상아리를 죽임으로써 켄의 목숨을 구한다.
놀런은 목표 대상을 범고래로 수정하고 작살을 던졌다가 실수로 암컷 범고래를 맞춘다. 치명상을 입은 암컷 범고래가 유산을 하자 놀런은 태아를 배 밖으로 던져 버리고, 암컷 범고래의 짝인 수컷 범고래는 비통해하며 비명을 지른다.
이후 수컷 범고래는 놀런뿐만 아니라 마을 전체를 상대로 복수에 돌입하는데...

## 출연진
- 리처드 해리스
- 샬럿 램플링
- 윌 샘프슨
- 보 데릭
- 키넌 윈
- 로버트 캐러딘
- 웨인 헤플리

## 반응
AP의 밥 토머스는 이 영화를 두고 "그저 《죠스》(1975)의 모방 시도에 불과하다"고 평가하였다.

## 같이 보기
- 돌고래 알파